# Calamagrostis youngii
Calamagrostis youngii là một loài thực vật có hoa trong họ Hòa thảo. Loài này được (Hook.f.) Buchanan mô tả khoa học đầu tiên năm 1880.